# Symphonie concertante (Jongen)
Pour les articles homonymes, voir Symphonie concertante.
La Symphonie concertante, op. 81, est une œuvre de Joseph Jongen en quatre mouvements pour orgue et orchestre composée en 1926.

## Composition
Dédiée à Léon Jongen, frère du compositeur, la Symphonie concertante est composée en 1926, un an après que Joseph Jongen ait été nommé directeur du Conservatoire royal de Bruxelles. C'est une commande de Rodman Wanamaker pour l'inauguration des agrandissements de l'orgue du grand magasin Wanamaker de Philadelphie, auquel Marcel Dupré et Charles Courboin avaient participé. La première était prévue pour 1927 mais fut reportée, puis simplement annulée par un concours de circonstances (le retard des travaux à l'orgue, la mort du père de Jongen en septembre 1927, puis de Rodman Wanamaker en mars 1928). La création aura donc lieu dans la grande salle du Conservatoire de Bruxelles, dotée d'un orgue Cavaillé-Coll, le 11 février 1928. La première américaine eut lieu au Carnegie Hall en 1935. 
Enfin, elle fut donnée pour la première fois par l'orgue Wanamaker et l'orchestre de Philadelphie pour lesquels elle était écrite, le 27 septembre 2008.

## Présentation

### Mouvements
L'œuvre est en quatre mouvements :
1. Allegro, molto moderato ( = 66 à 76), à quatre temps (noté ),
2. Divertimento — Molto vivo ( = 66 à 69), à sept temps (noté 
),
3. Molto lento — Lento misterioso ( = 58 à 60 environ), à 
,
4. Toccata (moto perpetuo) — Allegro moderato ( = 72 à 76), à 
,

### Orchestration
L'orchestre comprend 3 flûtes (la 3e jouant aussi du piccolo), 2 hautbois, un cor anglais, 2 clarinettes en Si, une clarinette basse en Si, 2 bassons et un contrebasson pour les pupitres des vents. Les cuivres comptent 4 cors en Fa, 3 trompettes en Ut, 3 trombones ténors, un trombone basse et un tuba. Une harpe. La percussion, limitée, comprend les timbales, triangle et cymbales. L'orgue. Le quintette à cordes classique est composé des premiers violons, seconds violons, altos, violoncelles et contrebasses.

## Discographie
- Virgil Fox, orgue ; Orchestre du théâtre national de l'opéra, dir. Georges Prêtre (1961, « Matrix » 2 EMI 5 65075 2 / Erato ) (OCLC 33472199 et 1046678790)
- Hubert Schoonbroodt, orgue ; Orchestre symphonique de Liège, dir. René Defossez (1975, Musique en Wallonie / Koch) (OCLC 916413873)
- Michael Murray (en), orgue ; Orchestre symphonique de San Francisco, dir. Edo de Waart (9 avril 1984, Telarc CD-80096) (OCLC 612650327)
- Patrick Wedd, orgue ; Orchestre philharmonique de Calgary, dir. Mario Bernardi (1992, CBC Records/Disques SRC) (OCLC 673135347)
- Jean Guillou, orgue ; Orchestre symphonique de Dallas, dir. Eduardo Mata (janvier 1994, Dorian/Sono Luminus / Brilliant Classics 92386) (OCLC 767882342 et 669626537)
- Ulrich Meldau, orgue ; Orchestre symphonique de Zurich, dir. Daniel Schweizer (5-4 septembre 1994, Motette) (OCLC 931641064 et 52751957)
- Franz Hauk, orgue ; Philharmonic Ingolstadt, dir. Alfredo Ibarra (11-14 août 1997, Guild) (OCLC 906567683)
- Pierre Pincemaille, orgue de la Cathédrale Saint-Jean-Baptiste de Perpignan ; Orchestre Perpignan Languedoc-Roussillon, dir. Daniel Tosi (25 novembre 2001, Disques du Solstice)  (OCLC 637643668)
- Jörg Halubek, orgue ; Akademischer Chor und Orchester der Universität Stuttgart, dir. Veronika Stoertzenbach (concert, 8 décembre 2002, OReP) (OCLC 52924085)
- Olivier Latry, orgue ; Orchestre philharmonique de Liège, dir. Pascal Rophé (juillet 2006, Cypres) (OCLC 937021251)
- Peter Richard Conte, orgue ; Philadelphia Orchestra, dir. Rossen Milanov (septembre 2007), Gothic Records 49270
- Christian Schmitt, orgue ; Deutsche Radio Philharmonie Saarbrücken Kaiserslautern, dir. Martin Haselböck (janvier 2012, CPO 777593-2) (OCLC 965314533)